# Puccinia arthraxonis
Puccinia arthraxonis ist eine Ständerpilzart aus der Ordnung der Rostpilze (Pucciniales). Der Pilz ist ein Endoparasit von Arthraxon-Süßgräsern. Symptome des Befalls durch die Art sind Rostflecken und Pusteln auf den Blattoberflächen der Wirtspflanzen. Sie kommt in Ostafrika und Indien vor.

## Merkmale

### Makroskopische Merkmale
Puccinia arthraxonis ist mit bloßem Auge nur anhand der auf der Oberfläche des Wirtes hervortretenden Sporenlager zu erkennen. Sie wachsen in Nestern, die als gelbliche bis braune Flecken und Pusteln auf den Blattoberflächen erscheinen.

### Mikroskopische Merkmale
Das Myzel von Puccinia arthraxonis wächst wie bei allen Puccinia-Arten interzellulär und bildet Saugfäden, die in das Speichergewebe des Wirtes wachsen. Aecien oder Spermogonien der Art sind nicht bekannt. Die gelblichen Uredien des Pilzes wachsen beidseitig auf den Wirtsblättern und sind bis zu 2 mm lang. Ihre gelblichen Uredosporen sind 28–30 × 18–25 µm groß, zumeist kugelig bis eiförmig und fein stachelwarzig. Die für gewöhnlich blattunterseitig wachsenden Telien der Art sind schwarzbraun, bis zu 3 mm lang und pulverig. Die hell haselnussbraunen Teliosporen sind zweizellig, breitellipsoid und 35–42 × 27–33 µm groß. Ihre Stiele sind farblos und 100 µm lang.

## Verbreitung
Das bekannte Verbreitungsgebiet von Puccinia arthraxonis umfasst Eritrea und China.

## Ökologie
Die Wirtspflanzen von Puccinia arthraxonis sind verschiedene Arthraxon-Arten. Der Pilz ernährt sich von den im Speichergewebe der Pflanzen vorhandenen Nährstoffen, seine Sporenlager brechen später durch die Blattoberfläche und setzen Sporen frei. Die Art verfügt über einen Entwicklungszyklus, von dem bislang lediglich Telien und Uredien sowie deren Wirt bekannt sind; Spermogonien und Aecien konnten dem Pilz nicht zugeordnet werden.